# Beck & Eggeling International Fine Art

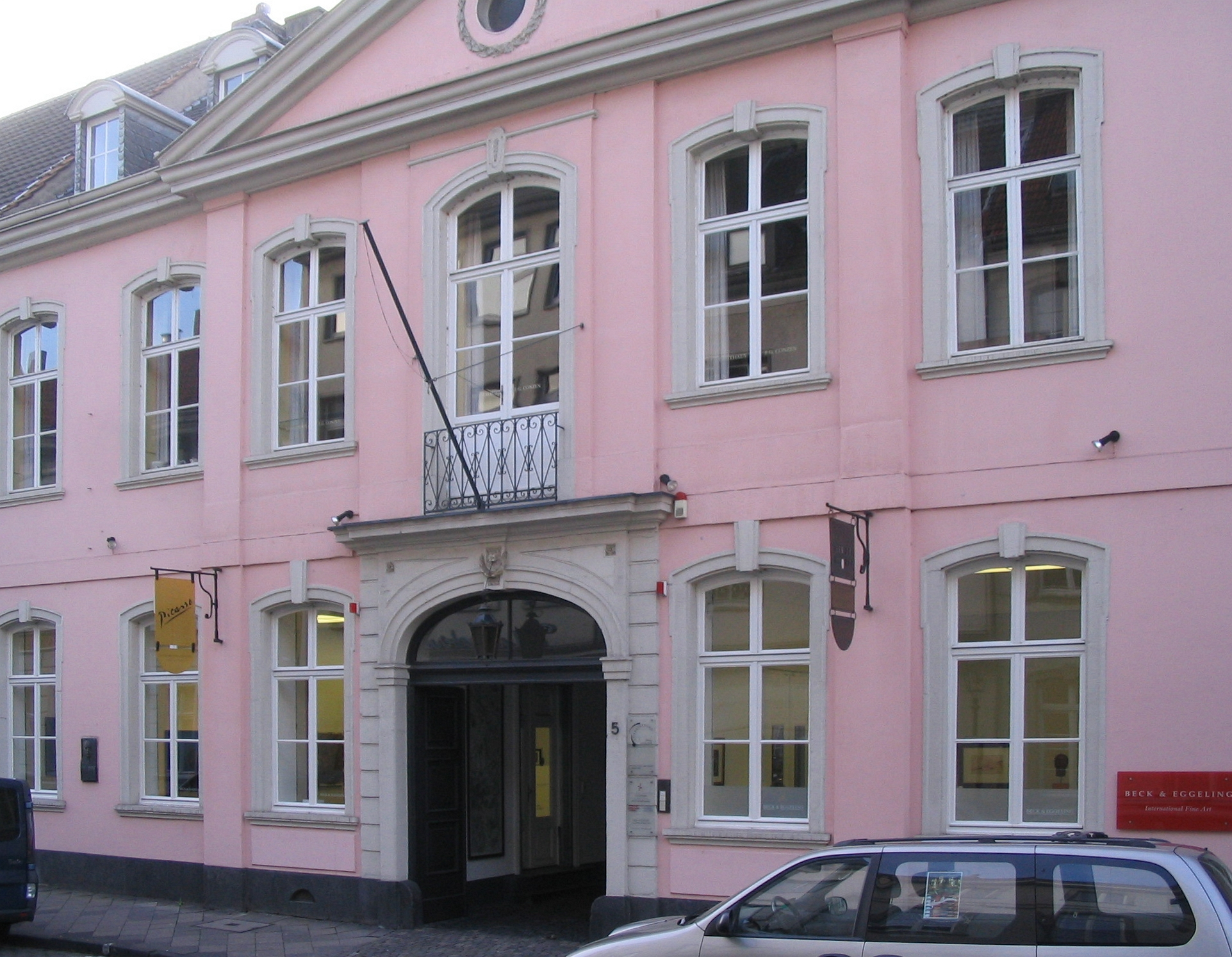
Die Stadtvilla in der Bilker Straße 5, Sitz der Galerie und des Verlags seit dem Jahr 2000

Beck & Eggeling International Fine Art ist eine Galerie für Kunst des 20. und 21. Jahrhunderts in Düsseldorf. Sie entstand aus der 1994 gegründeten Galerie Michael Beck in Leipzig. 1996 erfolgte die Umbenennung und 1998 zog die Galerie nach Düsseldorf um.

## Die Gründer
Michael Beck, Sohn des Künstlerehepaares Gisela und Herbert Beck, absolvierte nach dem Abitur eine Ausbildung als Kunsthändler in der Galerie Utermann in Dortmund, anschließend studierte er Kunstgeschichte in London. Ute Eggeling studierte Kunstgeschichte und legte mit ihrer Promotion das Werkverzeichnis zu Hans Thuar vor. Parallel arbeitete sie in der Galerie Utermann in Dortmund.

## Galeriearbeit
Beck & Eggeling International Fine Art ist spezialisiert auf die Moderne Kunst und deutschen Expressionismus. In der Galerie wurden Ausstellungen mit Arbeiten unter anderen von Paul Klee und August Macke gezeigt mit begleitenden Katalogbüchern. Weitere Schwerpunkte bilden die ZERO-Zeit und deren Künstler. Im Bereich der zeitgenössischen Kunst vertritt die Galerie primär figurative Positionen, wie beispielsweise Heribert C. Ottersbach, Susanne Kühn, Thomas Wrede. Zu den internationalen Künstlern zählen Magdalena Abakanowicz, Aljoscha, Manuel Valdés, Fausto Melotti. oder Aspassio Haronitaki. 2010 bezeichnete das Handelsblatt die Ausstellung "Konstruktiv" als eine der "besten Galerieausstellungen des Jahres". In Kooperation mit der Fondazione Giorgio Cini realisierte Beck & Eggeling im November 2014 auf der Isola di San Giorgio Maggiore in Venedig im Rahmen der 14. Architekturbiennale  die monumentale Skulptur The Sky Over Nine Column von Heinz Mack. Auf der Art Cologne 2015 konzipierten sie einen „Lichtraum“ mit Werken von Mack aus allen Schaffensphasen. 2016 richtete die Galerie der Künstlerin Chris Reinecke anlässlich ihres 80. Geburtstages eine Schau aus.

## Kunstverlag
Der Kunstbuchverlag besteht seit 1994 und gehört zunächst zur Galerie Michel Beck Leipzig; 1996 wird er zu Beck & Eggeling Kunstverlag umbenannt. Die Publikationen begleiten das Galerieprogramm mit Textbeiträgen von Autoren und Kunstexperten. Über 50 Publikationen sind in der Bibliothek des Zentralinstituts für Kunstgeschichte in München erfasst.